# Theodor Kolb
Philipp Theodor Kolb (* 19. März 1811 in Trais-Horloff; † 25. Januar 1881 in Darmstadt) war ein hessischer Richter und Politiker und Abgeordneter der 2. Kammer der Landstände des Großherzogtums Hessen.
Theodor Kolb war der Sohn des Pfarrers Johann Adam Kolb (1778–1853) und dessen Ehefrau Christine Elisabethe, geborene Goldmann (1787–1860). Kolb, der evangelischen Glaubens war, heiratete am 30. November 1853 in Darmstadt Caroline Johanette Georgine Magdalene Wilhelmine Mathilde geborene Palmer (1830–1887).
Kolb studierte Rechtswissenschaften und wurde Hofgerichtssekretariatsakzessist beim Hofgericht Darmstadt. 1847 wurde er Sekretariatsakzessist beim Oberappellations- und Kassationsgericht Darmstadt, wo er ab 1852 Sekretär war. 1858 wurde er zum Justizrat befördert und 1878 pensioniert.
Von 1869 bis 1872 gehörte er der Zweiten Kammer der Landstände an. Er wurde für den Wahlbezirk der Stadt Alsfeld gewählt. In den Ständen vertrat er Liberal/Konservative Positionen.